# Gran Premio del Brasile 1973
Il Gran Premio del Brasile 1973, II Grande Prêmio do Brasil di Formula 1 e seconda gara del Campionato di Formula 1 del 1973, si è disputato l'11 febbraio sul circuito di Interlagos ed è stato vinto da Emerson Fittipaldi su Lotus-Ford Cosworth.

## Qualifiche
| Pos | No | Pilota               | Costruttore       | Squadra                        | Tempo  | Gap   |
| --- | -- | -------------------- | ----------------- | ------------------------------ | ------ | ----- |
| 1   | 2  | Ronnie Peterson      | Lotus-Ford        | John Player Team Lotus         | 2:30.5 |       |
| 2   | 1  | Emerson Fittipaldi   | Lotus-Ford        | John Player Team Lotus         | 2:30.7 | +0.2  |
| 3   | 9  | Jacky Ickx           | Ferrari           | Scuderia Ferrari SpA SEFAC     | 2:32.0 | +1.5  |
| 4   | 14 | Clay Regazzoni       | BRM               | Marlboro BRM                   | 2:32.4 | +1.9  |
| 5   | 7  | Denny Hulme          | McLaren-Ford      | Yardley Team McLaren           | 2:32.7 | +2.2  |
| 6   | 6  | Carlos Pace          | Surtees-Ford      | Brooke Bond Oxo Team Surtees   | 2:32.7 | +2.2  |
| 7   | 17 | Carlos Reutemann     | Brabham-Ford      | Motor Racing Developments Ltd  | 2:32.9 | +2.4  |
| 8   | 3  | Jackie Stewart       | Tyrrell-Ford      | Elf Team Tyrrell               | 2:33.3 | +2.8  |
| 9   | 4  | François Cevert      | Tyrrell-Ford      | Elf Team Tyrrell               | 2:33.4 | +2.9  |
| 10  | 15 | Jean-Pierre Beltoise | BRM               | Marlboro BRM                   | 2:33.5 | +3.0  |
| 11  | 18 | Wilson Fittipaldi    | Brabham-Ford      | Motor Racing Developments Ltd  | 2:34.3 | +3.8  |
| 12  | 8  | Peter Revson         | McLaren-Ford      | Yardley Team McLaren           | 2:34.3 | +3.8  |
| 13  | 16 | Niki Lauda           | BRM               | Marlboro BRM                   | 2:35.1 | +4.6  |
| 14  | 5  | Mike Hailwood        | Surtees-Ford      | Brooke Bond Oxo Team Surtees   | 2:35.5 | +5.0  |
| 15  | 11 | Jean-Pierre Jarier   | March-Ford        | STP March Racing Team          | 2:37.6 | +7.1  |
| 16  | 19 | Howden Ganley        | Iso Marlboro-Ford | Frank Williams Racing Cars     | 2:37.6 | +7.1  |
| 17  | 10 | Arturo Merzario      | Ferrari           | Scuderia Ferrari SpA SEFAC     | 2:37.7 | +7.2  |
| 18  | 20 | Nanni Galli          | Iso Marlboro-Ford | Frank Williams Racing Cars     | 2:38.7 | +8.2  |
| 19  | 12 | Mike Beuttler        | March-Ford        | Clarke-Mordaunt-Guthrie Racing | 2:39.9 | +9.4  |
| 20  | 23 | Luiz Bueno           | Surtees-Ford      | Team Surtees                   | 2:42.5 | +12.0 |

## Gara
| Pos | No | Pilota               | Costruttore       | Giri | Tempo/Ritiro     | Pos. Griglia | Punti |
| --- | -- | -------------------- | ----------------- | ---- | ---------------- | ------------ | ----- |
| 1   | 1  | Emerson Fittipaldi   | Lotus-Ford        | 40   | 1:43:56.4        | 2            | 9     |
| 2   | 3  | Jackie Stewart       | Tyrrell-Ford      | 40   | + 13.5           | 8            | 6     |
| 3   | 7  | Denny Hulme          | McLaren-Ford      | 40   | + 1:46.4         | 5            | 4     |
| 4   | 10 | Arturo Merzario      | Ferrari           | 39   | + 1 Giro         | 17           | 3     |
| 5   | 9  | Jacky Ickx           | Ferrari           | 39   | + 1 Giro         | 3            | 2     |
| 6   | 14 | Clay Regazzoni       | BRM               | 39   | + 1 Giro         | 4            | 1     |
| 7   | 19 | Howden Ganley        | Iso Marlboro-Ford | 39   | + 1 Giro         | 16           |       |
| 8   | 16 | Niki Lauda           | BRM               | 38   | + 2 Giri         | 13           |       |
| 9   | 20 | Nanni Galli          | Iso Marlboro-Ford | 38   | + 2 Giri         | 18           |       |
| 10  | 4  | François Cevert      | Tyrrell-Ford      | 38   | + 2 Giri         | 9            |       |
| 11  | 17 | Carlos Reutemann     | Brabham-Ford      | 38   | + 2 Giri         | 7            |       |
| 12  | 23 | Luiz Bueno           | Surtees-Ford      | 36   | + 4 Giri         | 20           |       |
| Ret | 15 | Jean-Pierre Beltoise | BRM               | 23   | Probl. Elettrici | 10           |       |
| Ret | 12 | Mike Beuttler        | March-Ford        | 18   | Surriscaldamento | 19           |       |
| Ret | 6  | Carlos Pace          | Surtees-Ford      | 9    | Sospensione      | 6            |       |
| Ret | 5  | Mike Hailwood        | Surtees-Ford      | 6    | Cambio           | 14           |       |
| Ret | 11 | Jean-Pierre Jarier   | March-Ford        | 6    | Cambio           | 15           |       |
| Ret | 2  | Ronnie Peterson      | Lotus-Ford        | 5    | Ruota            | 1            |       |
| Ret | 18 | Wilson Fittipaldi    | Brabham-Ford      | 5    | Surriscaldamento | 11           |       |
| Ret | 8  | Peter Revson         | McLaren-Ford      | 3    | Cambio           | 12           |       |

## Statistiche
Piloti
- 8ª vittoria per Emerson Fittipaldi
- 1° pole position per Ronnie Peterson
- 1° e unico Gran Premio per Luiz Bueno

Costruttori
- 49° vittoria per la Lotus
- 200º Gran Premio per la Ferrari

Motori
- 53ª vittoria per il motore Ford Cosworth

Giri al comando
- Emerson Fittipaldi (1-40)

## Classifiche

### Piloti
| Pos. | Pilota             | Punti |
| ---- | ------------------ | ----- |
| 1    | Emerson Fittipaldi | 18    |
| 2    | Jackie Stewart     | 10    |
| 3    | François Cevert    | 6     |
| 4    | Denny Hulme        | 6     |
| 5    | Jacky Ickx         | 5     |
| 6    | Arturo Merzario    | 3     |
| 7    | Wilson Fittipaldi  | 1     |
| 8    | Clay Regazzoni     | 1     |

### Costruttori
| Pos. | Team         | Punti |
| ---- | ------------ | ----- |
| 1    | Lotus-Ford   | 18    |
| 2    | Tyrrell-Ford | 12    |
| 3    | McLaren-Ford | 6     |
| 4    | Ferrari      | 6     |
| 5    | Brabham-Ford | 1     |
| 6    | BRM          | 1     |